# 石川侃斎
石川 侃斎（いしかわ かんさい、男性、明和元年（1764年） – 天保11年11月26日（1840年12月19日））は、江戸時代後期の日本の画家である。
名は元輅、字を公乗、侃斎は号で別に二橋外史・信天翁。通称竜助。越後の人。

## 略歴
新潟町奉行所の役人の子として生まれる。幼少のころから絵を好み、大坂で木村巽斎に画法を受けた。その後、長崎まで行き江戸に出て帰郷した。文化8年（1811年）に越後に遊歴した亀田鵬斎と釧雲泉に会う。鵬斎には文章について問い、雲泉に画法を受けた。他に呉竹沙と交流。山水図・人物図を得意とした。小俣蠖庵の画の師となった。
家庭では不運が続き、長子佐太郎が35歳で未婚のまま死没。すぐに妻にも先立たれ、家事を取り仕切った婿、娘も相次いで没した。その後、落馬して大怪我をしてしまい、漸く治ったところに中風が出る。人の薦めで後妻を貰うがこの妻が中風に倒れ帰って面倒をみることになった。ようやく画業が認められた頃に中風が悪化し病没。享年78。墓所は新潟市西堀通の光林寺にある。